# لو دانيلز
لو دانيلز (بالإنجليزية: Law Daniels)‏ هو لاعب كرة قاعدة أمريكي، ولد في 14 يوليو 1862 في نيوتن في الولايات المتحدة، وتوفي في 7 يناير 1929 في والثام في الولايات المتحدة.

## وصلات خارجية
- لو دانيلز على موقعبيزبول رفرنس.كوم (الدوري الرئيسي) (الإنجليزية)